# スズキ・グラディウス

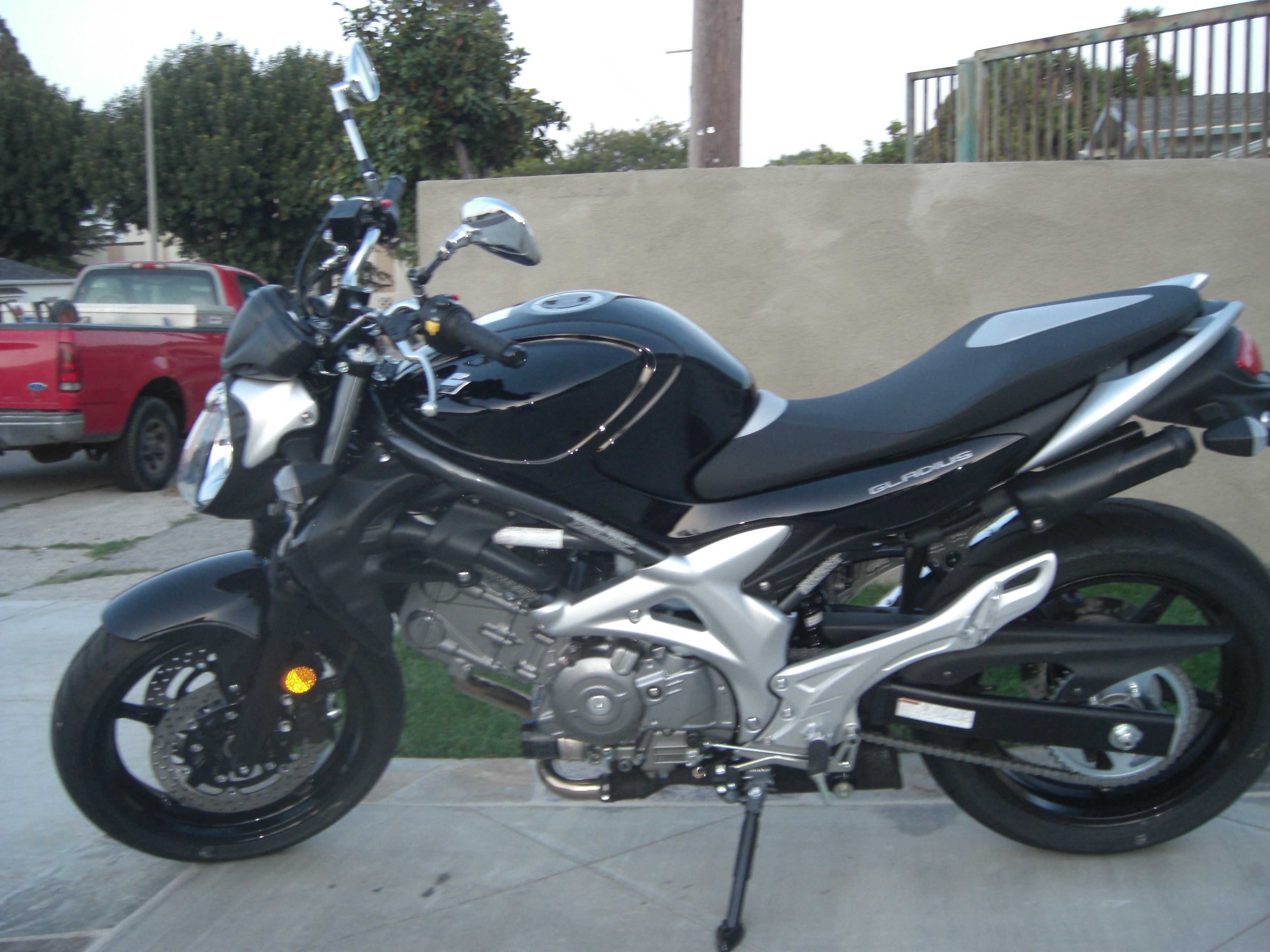
輸出向けのSFV650 GLADIUS。騒音対策における日本向け仕様との差異が確認できる。

グラディウス (GLADIUS) とは、スズキが製造販売しているオートバイの車種名。シリーズ車種として日本市場向けの「グラディウス400 ABS」（排気量399cc）と、日本国外輸出向けの「SFV650グラディウス」（同、645cc）の2車種が存在する。
車名は古代ローマの剣闘士「グラディエーター」が使用していた短剣「グラディウス」に由来する。

## 概要
同社のネイキッドモデル、SV650に搭載されている645ccV型2気筒エンジンを新開発のトラスフレームに搭載し、2009年モデルの新型車として日本国外への輸出が開始された。最高出力・最大トルクはそれぞれ53kW（72PS）/9,000rpm、64N・m（6.5kg-m）/6,400rpmとなっている。またABS装着モデルもラインナップされている。
登場当初は輸出仕様のSFV650のみであったが、2009年の第41回東京モーターショーで、日本国内向けの400cc仕様とされる「グラディウス400 ABS」が参考出品で発表され、同年12月9日より販売が開始された。なお400はABSが標準装備となっている。また同車両の最高出力は41kW (55ps) /11,000rpmであり、かつての馬力規制（排気量400ccで53ps）を若干上回る数値となっている。ただし日本の平成13年加速騒音規制に適合させるため、車体左側のエンジンカバーや、ホールなしのリアスプロケットなどが装備されているため、車体重量は650のABS仕様（205kg）より重い。
なお400は継続生産車への平成28年自動車排出ガス規制適用により、2017年9月にメーカーより生産終了が発表された。